# Maharashtra
Maharashtra (sanskrit, "Det stora kungariket") är en delstat i västra Indien. Delstaten skapades 1 maj 1960 för att marathifolket skulle få en egen delstat.
Maharashtra är den indiska delstat som aggregerar de största utländska investeringarna. 17 % av alla utländska investeringar hamnar här. Vidare kommer 32 % av Indiens samlade export från Maharashtra. 

## Historia
Mellan 230 f.Kr. och 225 e.Kr. styrdes området av Satvahanasdynastin, mellan 550 och 760 av Chalukyariket, och mellan 1189 och 1310 av Yadavas från Deogiri. Den muslimske sultanen Alla-ud-din Khilji från norra Indien invaderade högplatån Deccan 1296 och besegrade Yadavas.
Mellan 1658 och 1700 gjorde Shivaji och hans anhängare uppror mot stormogulerna och skapade Marathariket. 3 juni 1818 kapitulerade Marathakejsaren Bajirao II till britterna.
De brittiska besittningarna på Indiens västkust samlades under 1800-talet i presidentskapet Bombay, som blev delstaten Bombay vid Indiens självständighet. I delstaten ingick också en mängd tidigare vasallstater. Den utökades med områden från Madhya Pradesh med mera 1 november 1956, men delades i de två delstaterna Gujarat och Maharashtra 1 maj 1960.

## Geografi
Maharashtra motsvarar till stor del vad som förr var presidentskapet Bombay, västra delarna av Centralprovinserna och nordvästra delen av vasallstaten Hyderabad. Söder om delstaten finns Goa och Karnataka, i sydöst Andhra Pradesh, i norr Gujarat, Dadra och Nagar Haveli och Madhya Pradesh, i öst Chhattisgarh och i väster Arabiska sjön. 
Bergsområdet Västra Ghats, som löper parallellt med kusten i väster, delar Maharashtra i två delar, där alltså östra delen ligger på Deccan. Geografiskt och historiskt talar man ofta om sex distinkta regioner i Maharashtra; Kanara vid kusten, med städer som Thane, Ulhasnagar,  Bhiwandi, Ratnagiri och Chiplun. Regionen Kandesh utgör den nordvästra delen av delstaten, och består av Taptiflodens dalgång. Desh är beteckningen för delstatens mitt, och består av ett område i och öster om Västra Ghats. Desh är centrum för det gamla marathariket och här finns städer som  Pune, Nashik, Sangli, Sholapur och Kolhapur. Regionen Marathwada är belägen i sydöstra delen av Maharashtra och är den del av delstaten vilken tidigare tillhörde furstendömet Hyderabad. Huvudort är Aurangabad (även distrikt). Vidarbha är den region som ligger östligast, och var tidigare en del av Centralprovinserna. Här är Nagpur huvudort. Den sjätte regionen är sedan jättestaden Bombay.

### Floder
Viktigare floder i delstaten:
- Krishnafloden som flyter från Mahabaleswar och flyter ut i Bengaliska bukten
- Godavarifloden som flyter från Trimbak nära Nasik.

### Distrikt
Maharashtra är indelad i 35 distrikt. De allra flesta är namngivna efter sina administrativa huvudorter.
- Ahmednagar, Akola, Amravati, Aurangabad, Bhandara, Beed, Buldhana, Chandrapur, Dhule, Gadchiroli, Gondia, Hingoli, Jalgaon, Jalna, Kolhapur, Latur, Mumbai, Mumbai (Suburban), Nagpur, Nanded, Nandurbar, Nashik, Osmanabad, Parbhani, Pune, Raigad, Ratnagiri, Sangli, Satara, Sholapur, Sindhudurg, Thane, Wardha, Washim, Yavatmal

## Ekonomi
Maharashtra är av Indiens mest utvecklade delstater, med stark industri, stor energiproduktion och hög privat konsumtion. BNP växte med 4,0 % 2002-03.
De viktigaste exportvarorna är ädelstenar och juveler, konfektion, garn till textilindustri, maskiner och redskap samt metall- och jordbruksprodukter.

## Kultur
Den indiska filmindustrin, ofta kallad Bollywood, med världens största produktion, har sitt centrum i Bombay.

### Kända kulturplatser
- Siddhivinayaktemplet
- Shirdi
- Trimbakeshwar
- Mahalaxmitemplet, Bombay
- Bhimashankar
- Haji Alis mausoleum
- Meherabad
- Meherazad, nära Ahmednagar

## Samhälle
Läskunnighetsnivån är 77,3 % totalt, varav 86,3 % bland män och 67,5 % bland kvinnor. Urbaniseringsgraden är 42,1 %.
16,7% av alla kända AIDS-fall i Indien finns i Maharashtra. Detta betyder att det föreligger en 67 % högre risk att få AIDS i just denna delstat.